# Binda (stolica tytularna)
Binda (łac. Diœcesis Bindæus) – stolica historycznej diecezji w Cesarstwie Bizantyńskim (prowincja Pizydia), współcześnie w Turcji. Była sufraganią metropolii Antiochia in Pisidia, jej pierwszym wzmiankowanym biskupem był Teodor (VII w.). Od 1933 katolickie biskupstwo tytularne, nieobsadzone od 2003.

## Biskupi tytularni
| Lp. | Biskup                          | Od                  | Do               |
| --- | ------------------------------- | ------------------- | ---------------- |
| 1   | John D'Alton                    | 25 kwietnia 1942    | 16 czerwca 1943  |
| 2   | Ignacy Krause CM                | 13 stycznia 1944    | 11 kwietnia 1946 |
| 3   | Celestino Fernández y Fernández | 20 marca 1948       | 12 maja 1952     |
| 4   | Eugen Seiterich                 | 23 czerwca 1952     | 7 sierpnia 1954  |
| 5   | Bernard Topel                   | 9 sierpnia 1955     | 29 września 1955 |
| 6   | Joseph Calasanz Fließer         | 1 stycznia 1956     | 12 czerwca 1960  |
| 7   | Cletus Benjamin                 | 17 sierpnia 1960    | 15 maja 1961     |
| 8   | Gaetano Alibrandi               | 5 października 1961 | 3 lipca 2003     |